# Quark
Quark [kvárk] je izmišljena oseba , ki jo v znanstvenofantastični televizijski nadaljevanki Zvezdne steze: Deep Space Nine (Star Trek: Deep Space Nine) igra Armin Shimerman. Quark je pripadnik ultrakapitalistične rase Ferengijcev. Rodil se je okoli leta 2333 na Ferenginarju staršema Ishki in Keldarju.
Njegov značaj se je skozi nadaljevanko močno spreminjal. Na začetku so ga prikazali kot nravno sporno osebnost, ki je dobiček praktično vselej postavljal na prvo mesto. Občasno se je zapletal tudi v nezakonite posle, ves čas pa je nad njim bdel Odo, čeprav je le redko zbral dovolj obremenilnih dokazov, da bi ga tudi zaprl. Sčasoma je Quark postajal vse privlačnejša oseba, ki se je, čeprav ni nikoli izgubil svojega pohlepa, pogosteje uklanjal nravnemu zakoniku in dobrobiti prijateljem.
Quark je prišel na postajo, ko se je imenovala še Terok Nor med kardasijsko zasedbo Bajorja.
Po godu ni bil zlasti bajoranski majorki Kiri Nerys. Na Federacijski postaji Deep Space 9 je imel svoj bar, kjer je s prodajo pijače in nečednimi posli lepo skrbel za svoj dobiček.
Quarkov brat Rom je kot veliki nagus nasledil Zeka, njegov nečak Nog pa je bil prvi Ferengijec v Zvezdnem ladjevju.